# Liste der Stolpersteine in Dillingen/Saar
Die Liste der Stolpersteine in Dillingen/Saar enthält die Stolpersteine, welche vom deutschen Künstler Gunter Demnig in der saarländischen Stadt Dillingen/Saar verlegt wurden. Stolpersteine sind Opfern des Nationalsozialismus gewidmet, all jenen, die vom NS-Regime deportiert, ermordet, in die Emigration oder in den Suizid getrieben wurden. Demnig verlegt für jedes Opfer einen eigenen Stein, im Regelfall vor dem letzten selbst gewählten Wohnsitz.

## Verlegte Stolpersteine
In Dillingen/Saar wurden am 16. März 2013 zehn Stolpersteine verlegt, sie liegen an vier Adressen.
| Stolperstein      | Übersetzung | Verlegeort                                        | Name, Leben                             |
| ----------------- | --- | ------------------------------------------------- | --------------------------------------- |
| weitere Bilder \| | HIER WOHNTE ALICE CAHN GEB. GANS JG. 1909 FLUCHT 1935 LUXEMBURG INTERNIERT DRANCY DEPORTIERT 1943 RAVENSBRÜCK ERMORDET 22.6.1944 | Hüttenwerkstraße 21 · früher Hüttenwerkstraße 7 · | Alice Cahn, geb. Gans (1909–1944)       |
| weitere Bilder \| | HIER WOHNTE DR. PAUL CAHN JG. 1897 FLUCHT 1935 LUXEMBURG INTERNIERT DRANCY DEPORTIERT 1943 ERMORDET IN MAJDANEK                  | Hüttenwerkstraße 21 · früher Hüttenwerkstraße 7 · | Dr. Paul Cahn (1897–1943/45)            |
| weitere Bilder \| | HIER WOHNTE FLORA LEVY JG. 1912 FLUCHT 1935 FRANKREICH INTERNIERT DRANCY DEPORTIERT 1944 ERMORDET IN AUSCHWITZ                   | In der Lach 5 ·                                   | Flora Levy (1912–1944/45)               |
| weitere Bilder \| | HIER WOHNTE JOHANNA LEVY GEB. FEIST JG. 1865 SCHICKSAL UNBEKANNT                                                                 | Heiligenbergstraße 21 ·                           | Johanna Levy, geb. Feist, (1865–)       |
| weitere Bilder \| | HIER WOHNTE LION LEVY JG. 1865 DEPORTIERT 1942 THERESIENSTADT ERMORDET 4.12.1942                                                 | Heiligenbergstraße 21 ·                           | Lion Levy (1865–1942)                   |
| weitere Bilder \| | HIER WOHNTE ROSINE LEVY GEB. HANAU JG. 1881 FLUCHT 1936 FRANKREICH INTERNIERT DRANCY DEPORTIERT 1944 ERMORDET IN AUSCHWITZ       | In der Lach 5 ·                                   | Rosine Levy, geb. Hanau, (1881–1944/45) |
| weitere Bilder \| | HIER WOHNTE SIMON LEVY JG. 1877 FLUCHT 1936 FRANKREICH INTERNIERT DRANCY DEPORTIERT 1944 ERMORDET IN AUSCHWITZ                   | In der Lach 5 ·                                   | Simon Levy (1877–1944/45)               |
| weitere Bilder \| | HIER WOHNTE JULIA WEILER JG. 1887 DEPORTIERT 1940 GURS INTERNIERT DRANCY ERMORDET IN AUSCHWITZ                                   | Düppenweilerstraße 35 ·                           | Julia Weiler (1887–1940/45)             |
| weitere Bilder \| | HIER WOHNTE MARTHA WEILER JG. 1899 DEPORTIERT 1940 GURS INTERNIERT DRANCY ERMORDET IN AUSCHWITZ                                  | Düppenweilerstraße 35 ·                           | Martha Weiler (1899–1940/45)            |
| weitere Bilder \| | HIER WOHNTE MORITZ WEILER JG. 1889 DEPORTIERT 1942 RIGA ERMORDET JULI 1944                                                       | Düppenweilerstraße 35 ·                           | Moritz Weiler (1889–1944)               |

## Typische Verlegesituationen

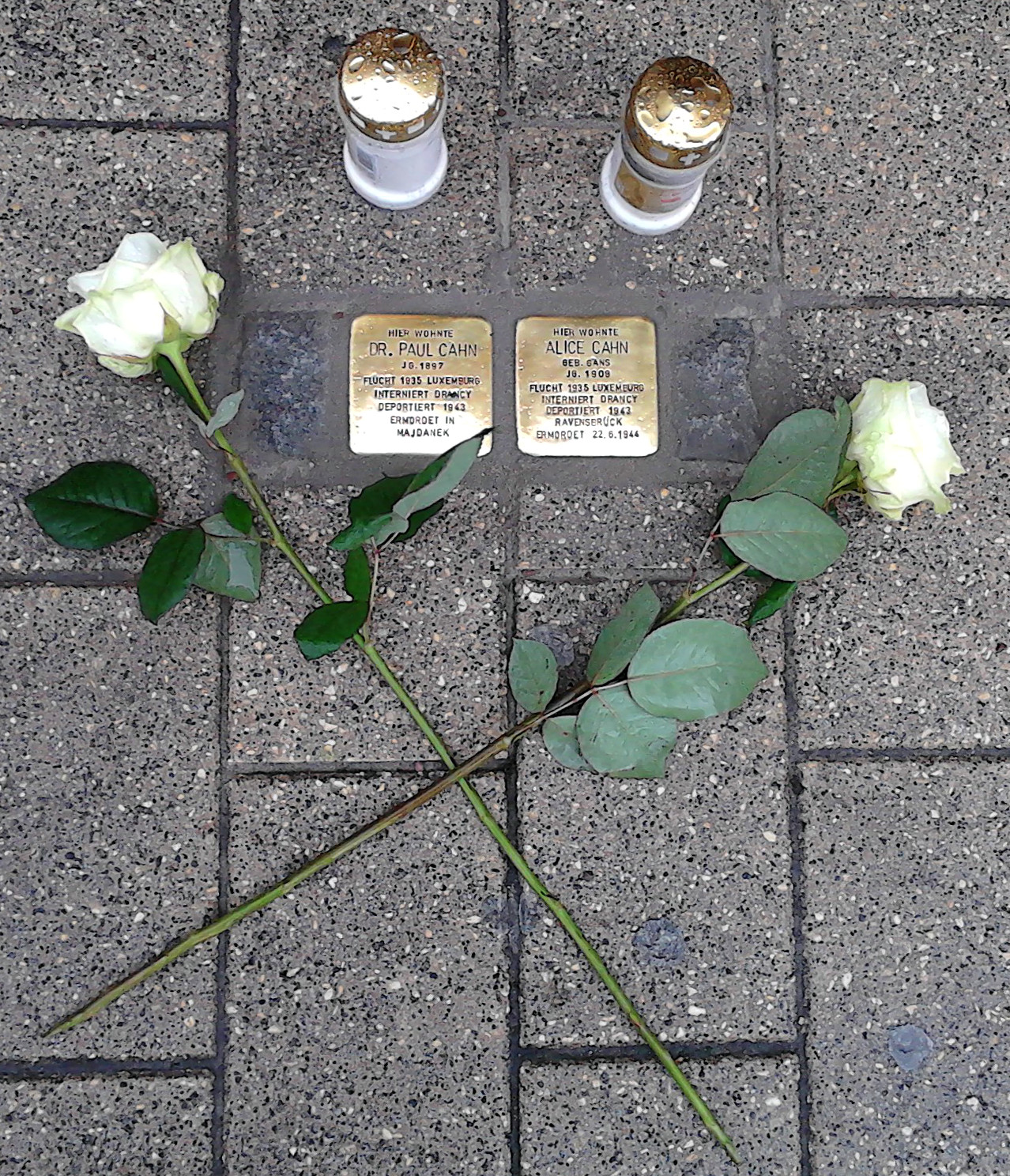
Ehepaar Cahn
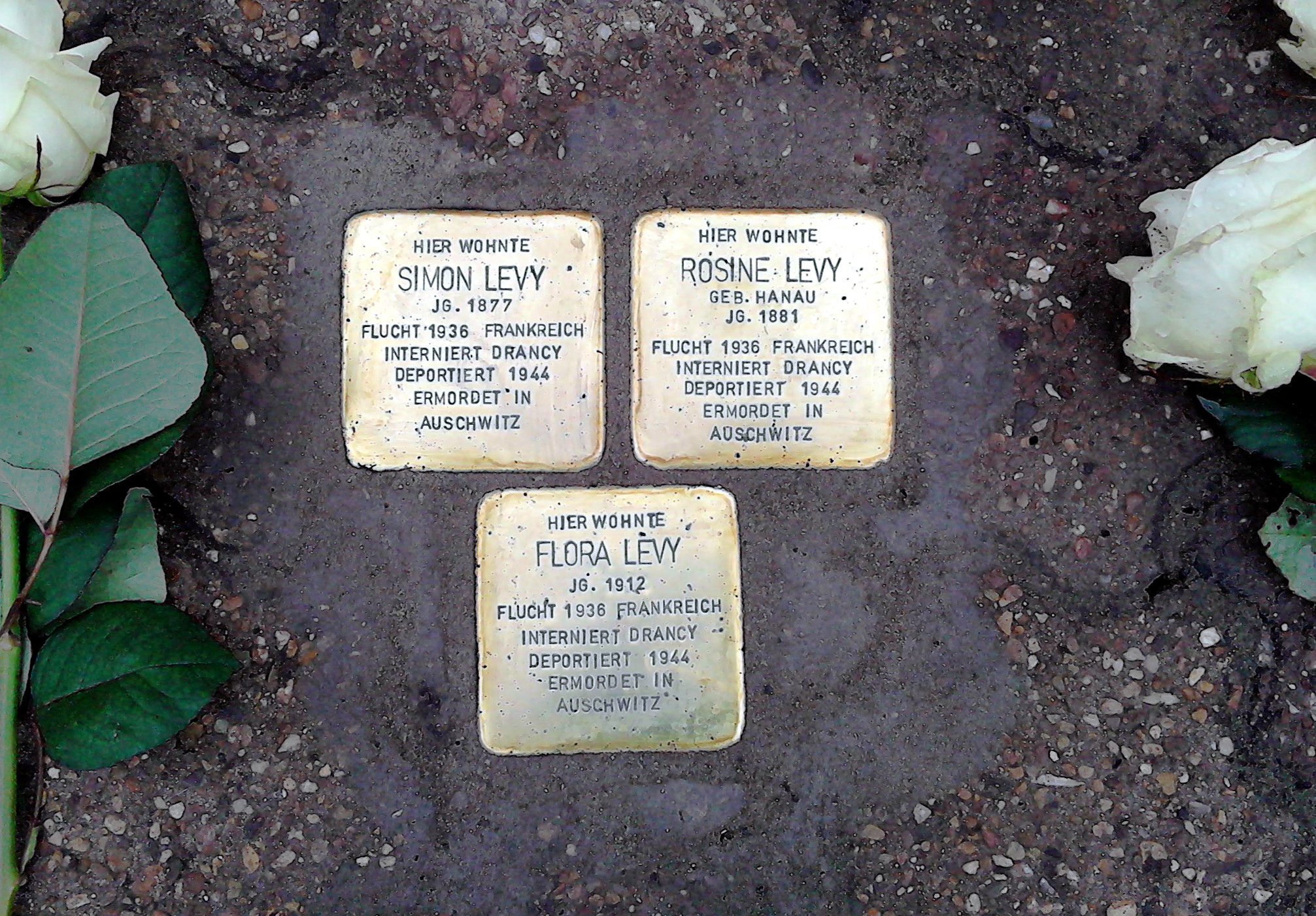
Familie Levy
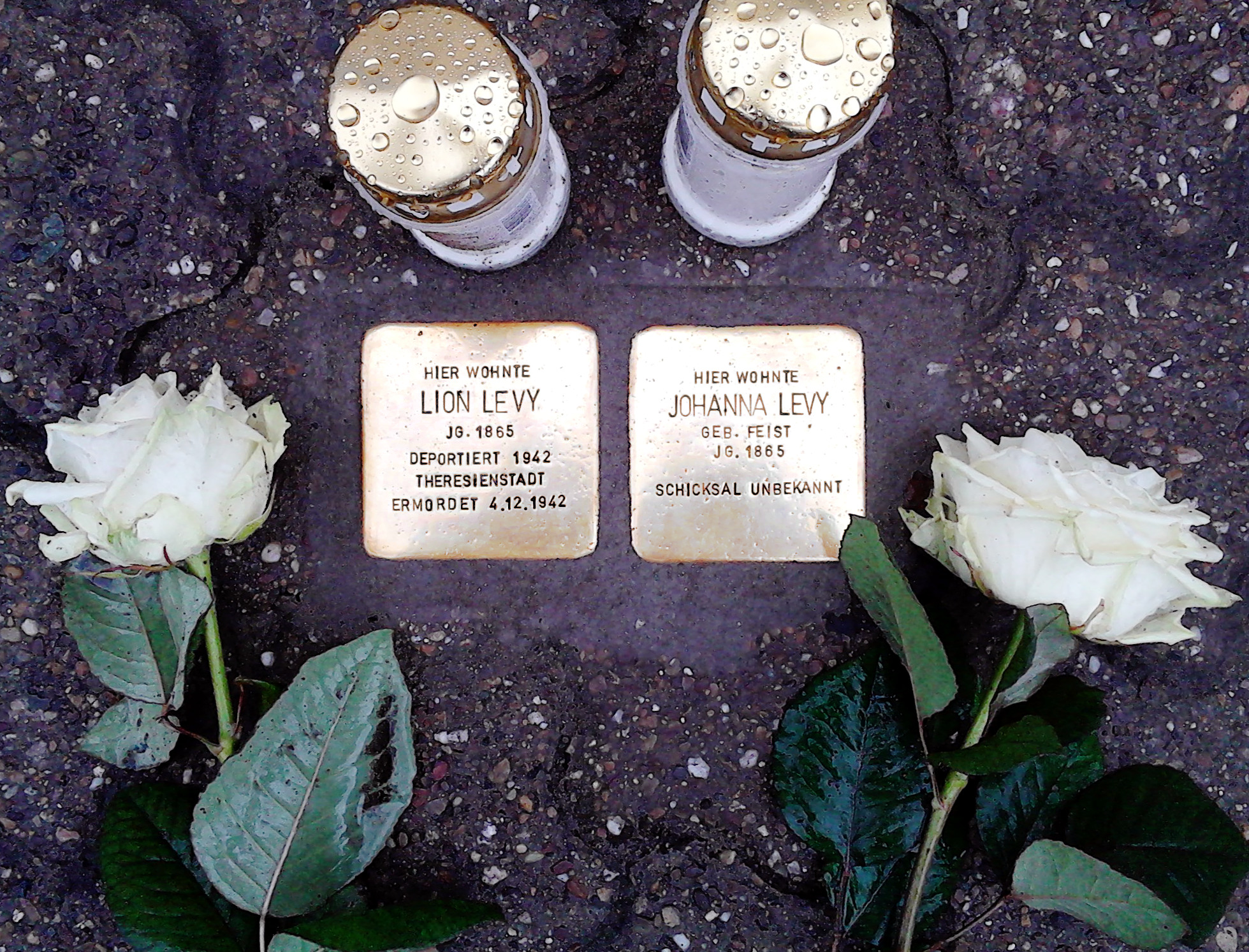
Ehepaar Levy
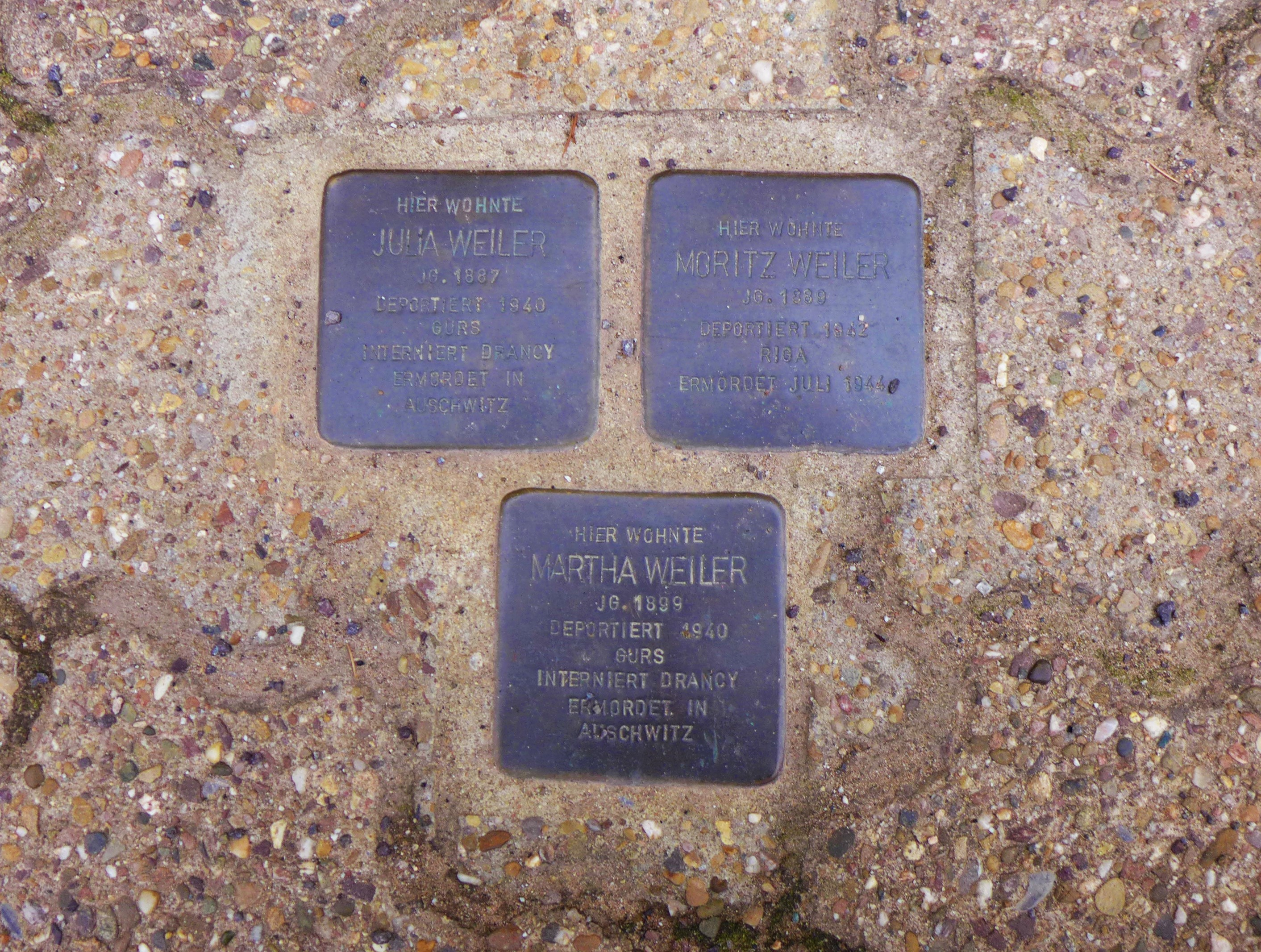
Familie Weiler

## Verlegedatum
- 16. März 2013[1]